# Самар (Украјина)
Самар (укр. Самар) град је Украјини у Дњепропетровској области. Према процени из 2024. у граду је живело 66.000 становника.

## Становништво
Према процени, у граду је 2012. живело 70.640 становника.
| 1979.  | 1989.  | 2001.  | 2012.  |
| ------ | ------ | ------ | ------ |
| 69.245 | 75.608 | 72.439 | 70.640 |